# Gorzów Wielkopolski (stacja kolejowa)
Gorzów Wielkopolski – stacja kolejowa w Gorzowie Wielkopolskim, znajduje się w województwie lubuskim, w Polsce. Położona jest w centrum miasta nad Wartą, przy ul. Dworcowej. Według klasyfikacji PKP jest dworcem regionalnym.

## Historia
Dworzec w Gorzowie otwarty został 12 października 1857 roku. W 1899 r. oddano do użytku 6-przęsłowy most na rzece Warcie, dzięki któremu do miasta wprowadzono linię kolejową z Międzyrzecza, a sama stacja stała się ważnym węzłem kolejowym. W 1912 r. uruchomiono kolejne połączenia: do Myśliborza oraz Sulęcina. Dwa lata później zakończono budowę dwutorowej estakady wzdłuż Warty, dzięki której linia kolejowa została przeniesiona ponad poziom ulic, a sam dworzec został przebudowany.
W latach 1896–1914 dwa razy w tygodniu trasę Paryż/Ostenda – Liège – Hanower – Berlin – Gorzów – Chojnice – Królewiec – Eydtkuhnen – Wilno – St. Petersburg pokonywał luksusowy pociąg ekspresowy „Nord Ekspress". Po roku 1914 jego trasa została skrócona do Królewca.
W 1972 kursowały pociągi Gorzów - Poznań przez Zieleniec, Skwierzynę, Wierzbno, Międzychód, Rokietnicę. 1 sierpnia 1991 zamknięto dla ruchu pasażerskiego odcinek Gorzów - Myślibórz, a 30 maja 1992 odcinek Gorzów Zieleniec - Chyrzyno. W 2011 wysunięto projekt przekształcenia tych linii w ścieżki rowerowe, choć jeszcze w 2009 na nieczynnej linii do Myśliborza kursowały pociągi towarowe z kruszywem do budowy drogi S3.
W związku z EURO 2012, wcielono w życie plan modernizacji i rewitalizacji dworca. W wakacje 2009 r. w budynku od strony zewnętrznej wykonano liczne prace: wymianę stolarki okiennej i drzwiowej, ocieplenie budynku oraz pomalowanie w ciepłe niebiesko-czerwone barwy. Pod koniec lutego 2010 r. zakończył się remont hali dworca. Zainstalowano ogrzewanie podłogowe oraz przechowalnię bagażu. Kasy biletowe całkowicie zmieniły swój wygląd. Sufit zmieniono na podwieszany. Prace łącznie pochłonęły 1,5 mln zł, a wraz z tymi na zewnątrz budynku – 2 mln 800 tys. zł.
Oficjalne ponowne otwarcie dworca miało miejsce 16 marca 2010.
Do 1990 roku oraz w latach 2009-2011 do dworca kursowały linie tramwajowe nr 4 i 5. 2 stycznia 2024 roku, po 12 latach przerwy reaktowano linię nr 4. 
W lipcu 2011 r. rozpoczął się remont najważniejszego peronu na stacji – numer 1. W ramach prac peron został podwyższony, wyłożony kostką brukową i bordowymi płytami. Wymienione zostały również tory w obrębie peronu. Uruchomiono także windę, pasażerską, koszt jej remontu to 100 tys. zł. W ramach tych prac nie zostanie jednak zmodernizowane przejście podziemne. Wszystkie prace na peronie finansowane są w ramach remontu linii kolejowej Gorzów Wlkp. – Kostrzyn, częściowo finansowanej z lubuskiego RPO oraz środków własnych PKP PLK i zakończyły się  w 2011 r.

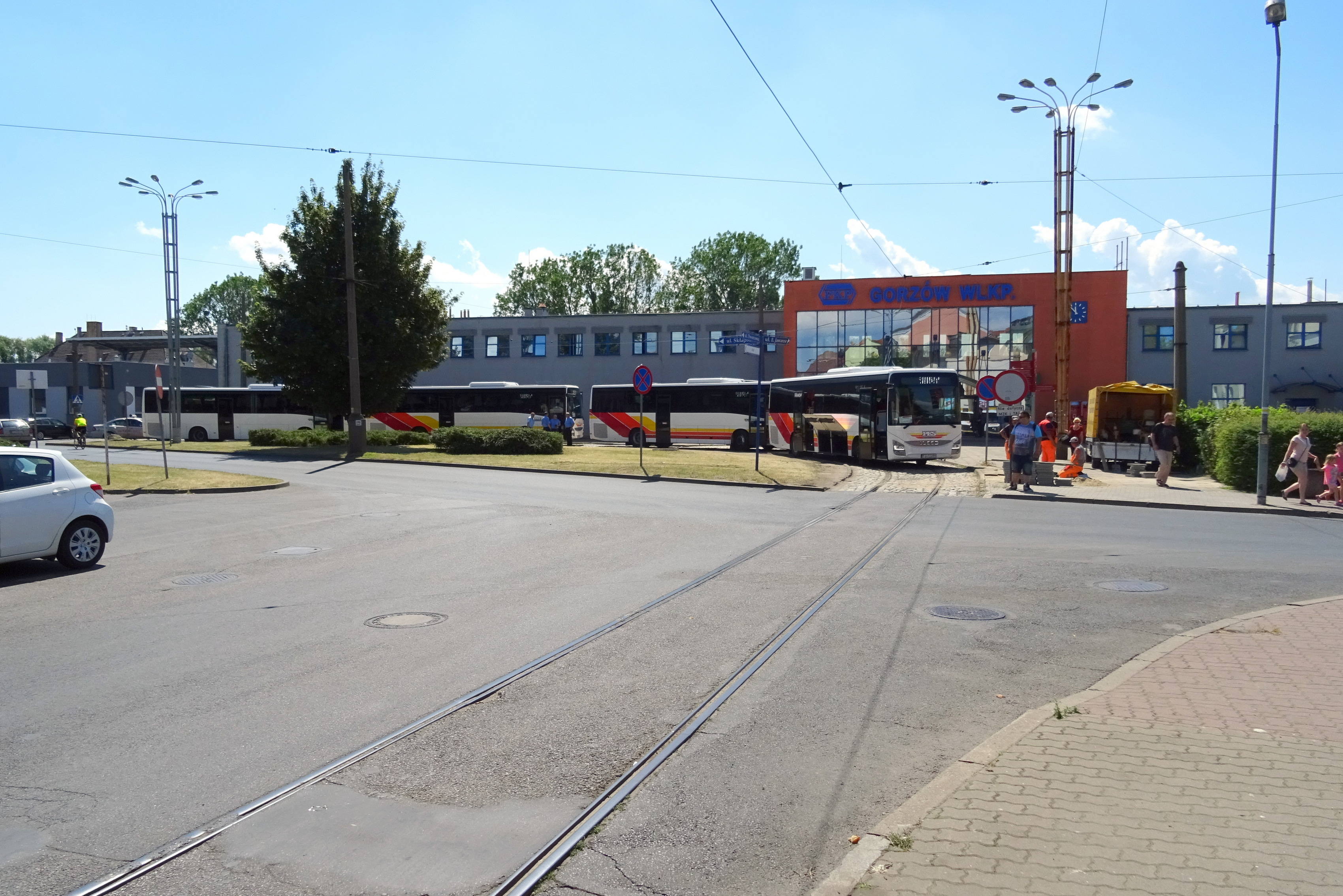
Komunikacja zastępcza w czasie remontu estakady (2018)

10 sierpnia 2011 r. PKP PLK wraz ze szczecińskim Biurem Projektowo-Konsultingowym "BPK" podpisało umowę na studium wykonalności modernizacji estakady kolejowej w Gorzowie Wielkopolskim. Koszt opracowania wynosi ponad milion złotych i jest finansowany ze środków Funduszu Kolejowego oraz środków własnych PKP PLK. Jest to pierwszy krok do remontu najdłuższego zabytku techniki w Polsce, który od dłuższego czasu jest w złym stanie technicznym.
14 października 2016 została podpisana umowa na remont estakady w Gorzowie Wielkopolskim połączona z przebudową stacji Gorzów Wielkopolski o wartości 111 mln złotych z przedsiębiorstwem Intercor. Zakres prac na stacji obejmuje odnowienie tunelu kolejowego oraz 2 peronu stacji.
20 kwietnia 2017 peron nr 1 dworca w Gorzowie został zamknięty w związku z przebudową estakady kolejowej. Pociągi jadące od strony Kostrzyna zatrzymywały się na peronie 4. Obsługę połączeń kolejowych od strony Krzyża przejął nowo wybudowany przystanek Gorzów Wielkopolski Wschodni.
29 czerwca 2018 w holu dworca zamontowano pierwszy w Gorzowie automat do sprzedaży biletów na pociągi Polregio i PKP Intercity.
W kwietniu 2020 na stacji zamontowano elektroniczne wyświetlacze systemu informacji pasażerskiej produkcji KZŁ Bydgoszcz. Wyświetlacze zostały zamontowane w holu dworca, na peronach 1, 2 i 4 oraz w tunelu łączącym perony.

## Ruch pasażerski
| Rok   | Wymiana roczna | Wymiana pasażerska na dobę | miejsce w Polsce |
| ----- | -------------- | -------------------------- | ---------------- |
| 2017. |                | 2 000 – 3 000              |                  |
| 2018  |                | 2 000 – 3 000              |                  |
| 2019. | 876 000        | 2 400                      | 160              |
| 2020. | 549 000        | 1 500                      | 157              |
| 2021. | 694 000        | 1 900                      | 140              |
| 2022. |                | 2 800                      | 128              |
| 2023  |                | 2 900                      | 137              |

## Galeria

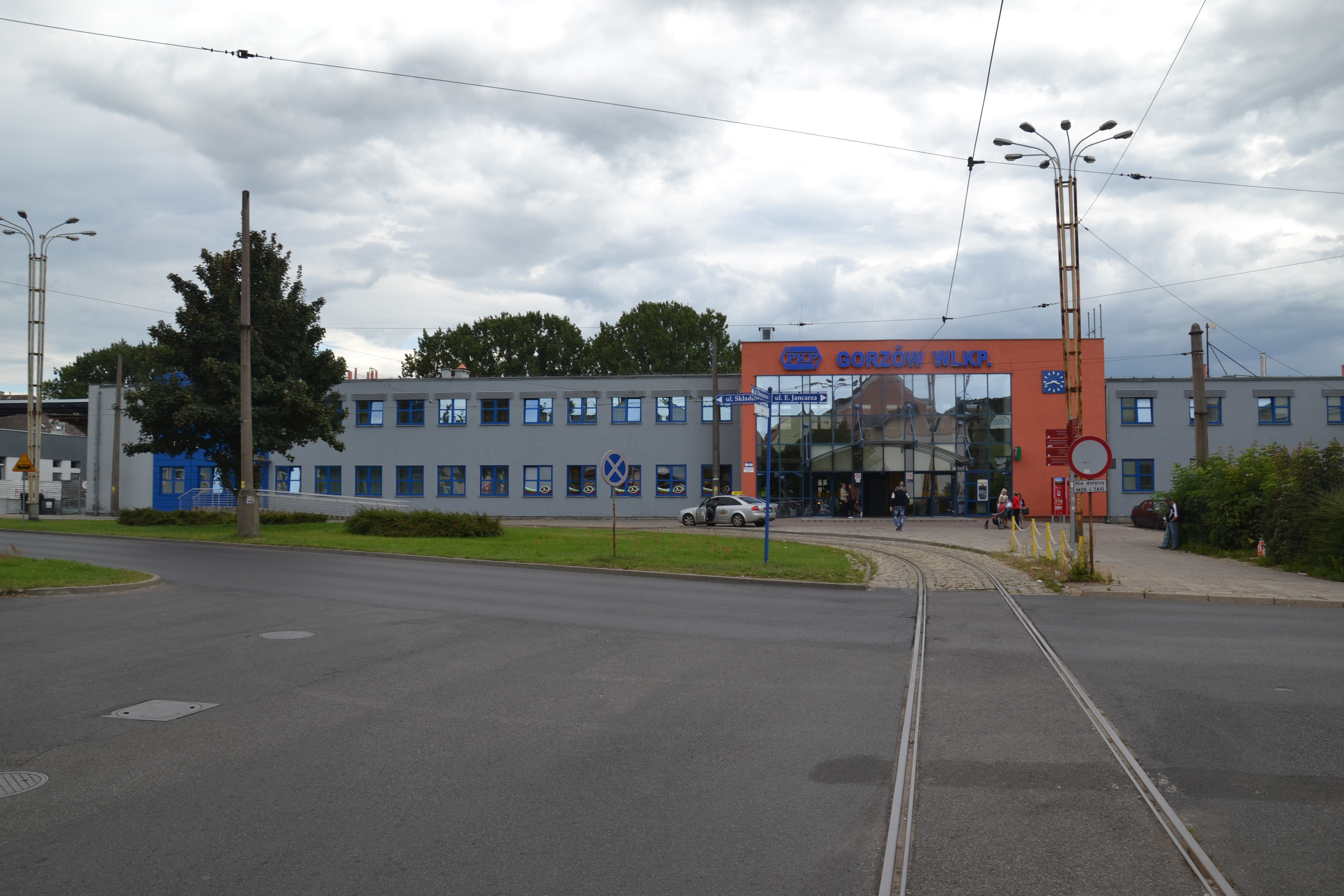
Plac przed dworcem
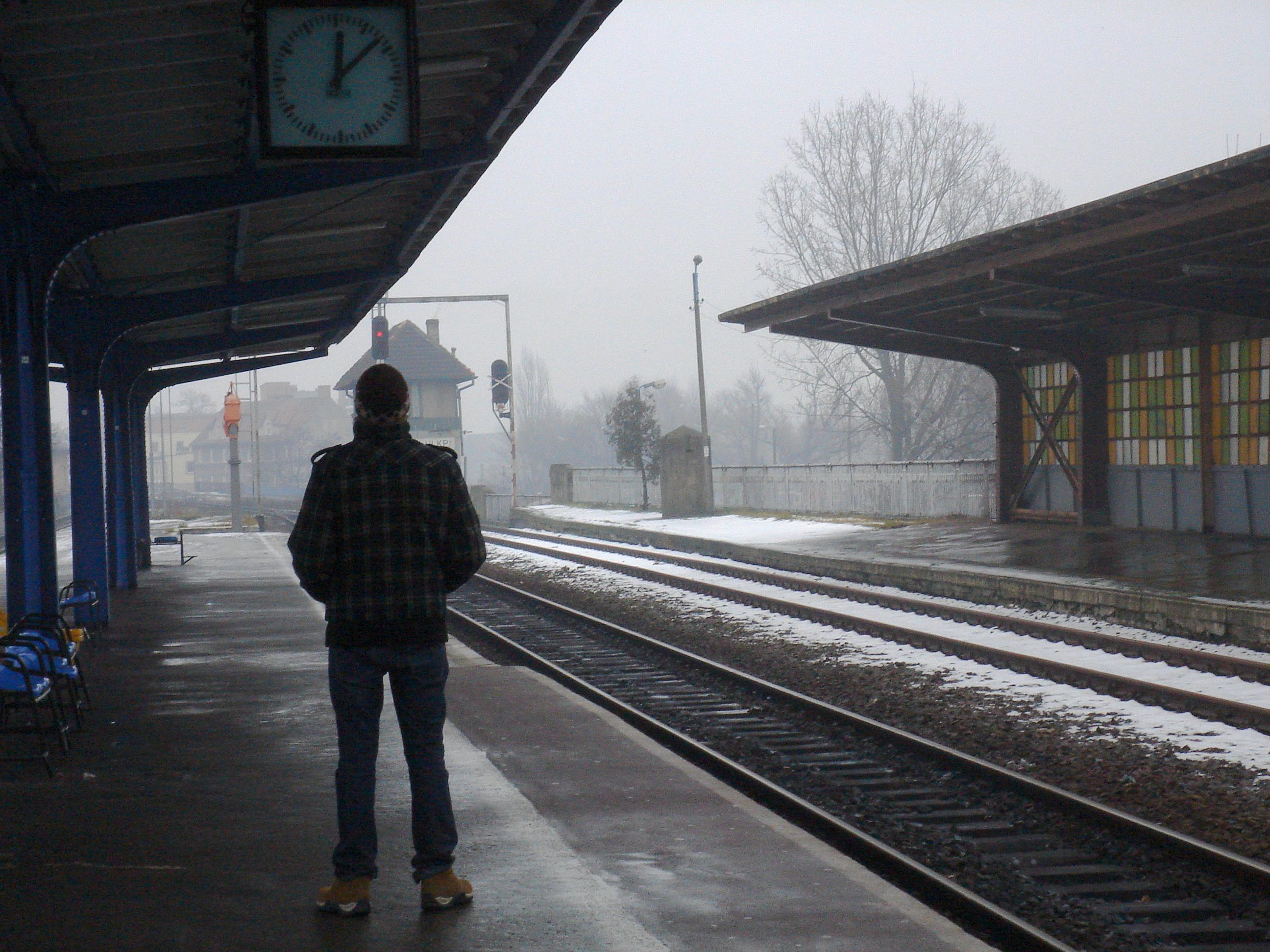
Perony w 2009
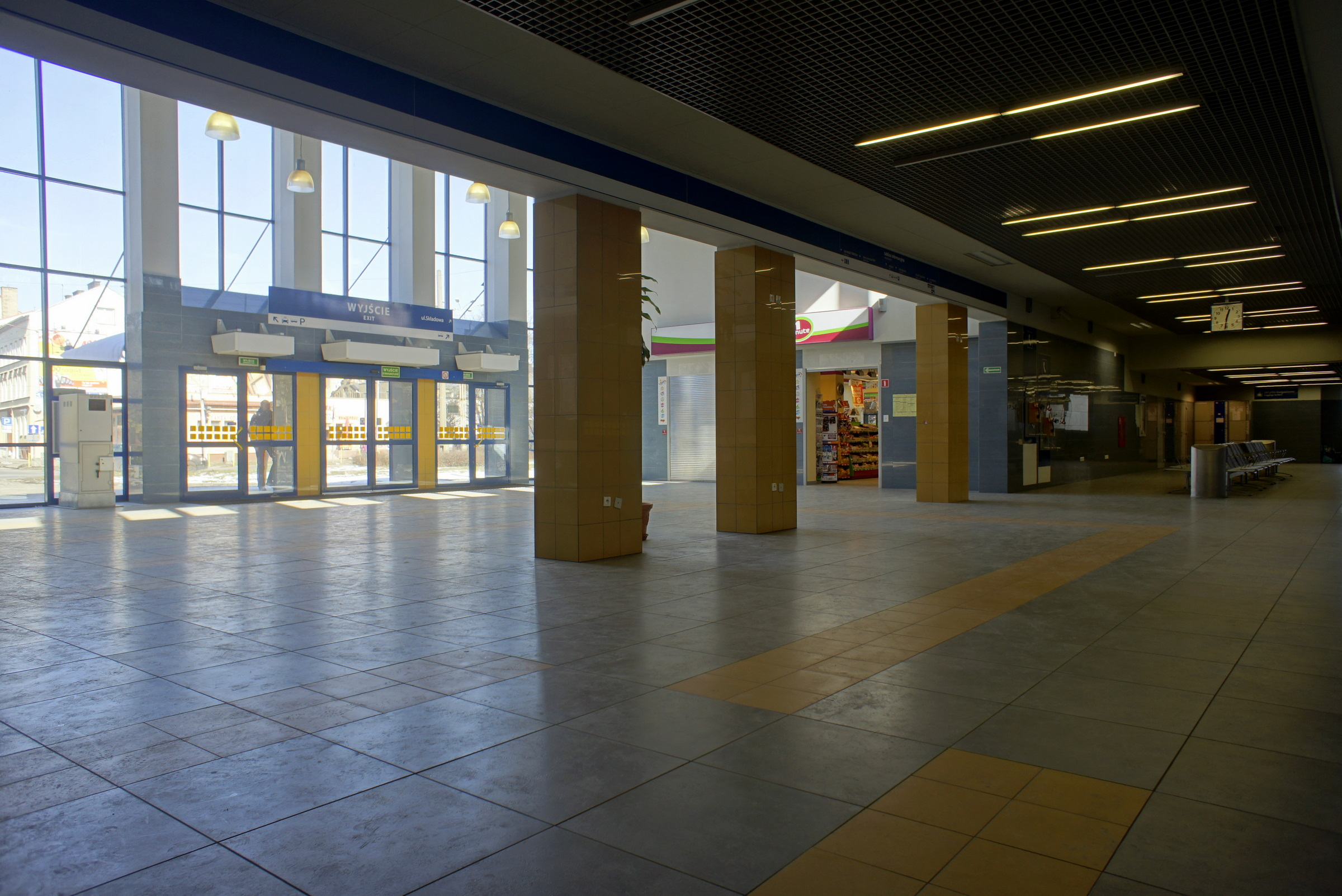
Hol dworca
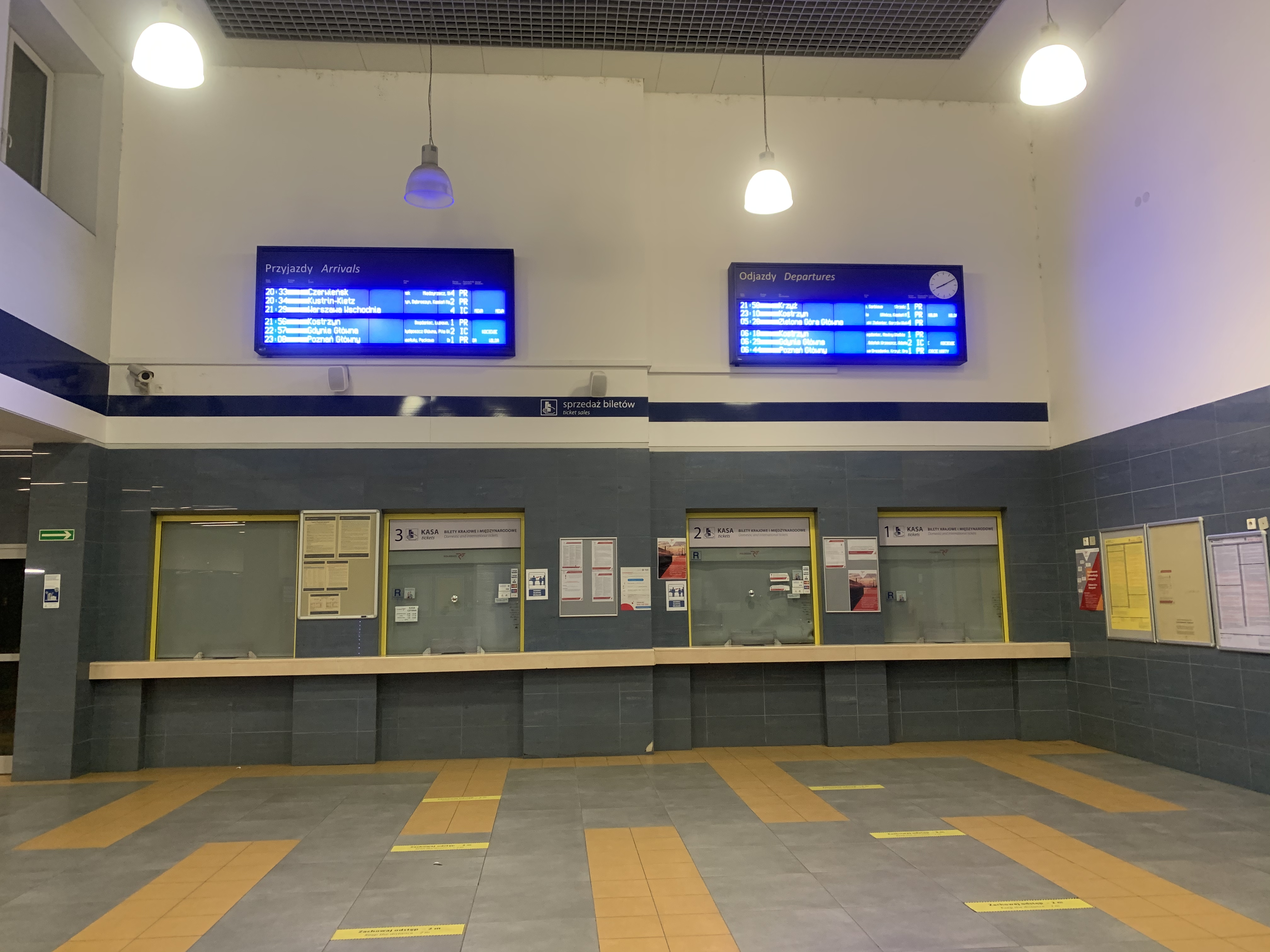
Kasy biletowe
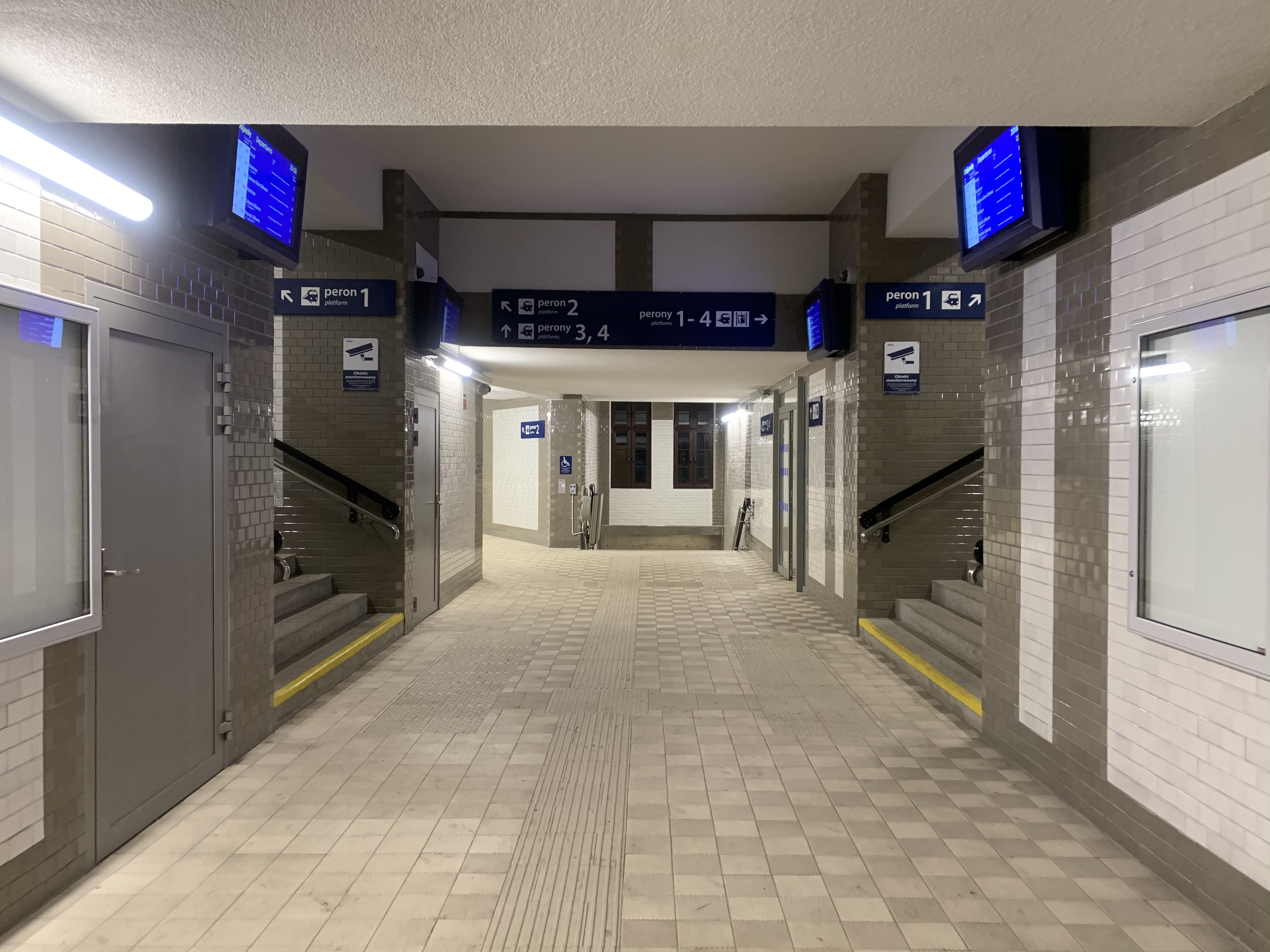
Wejścia na perony
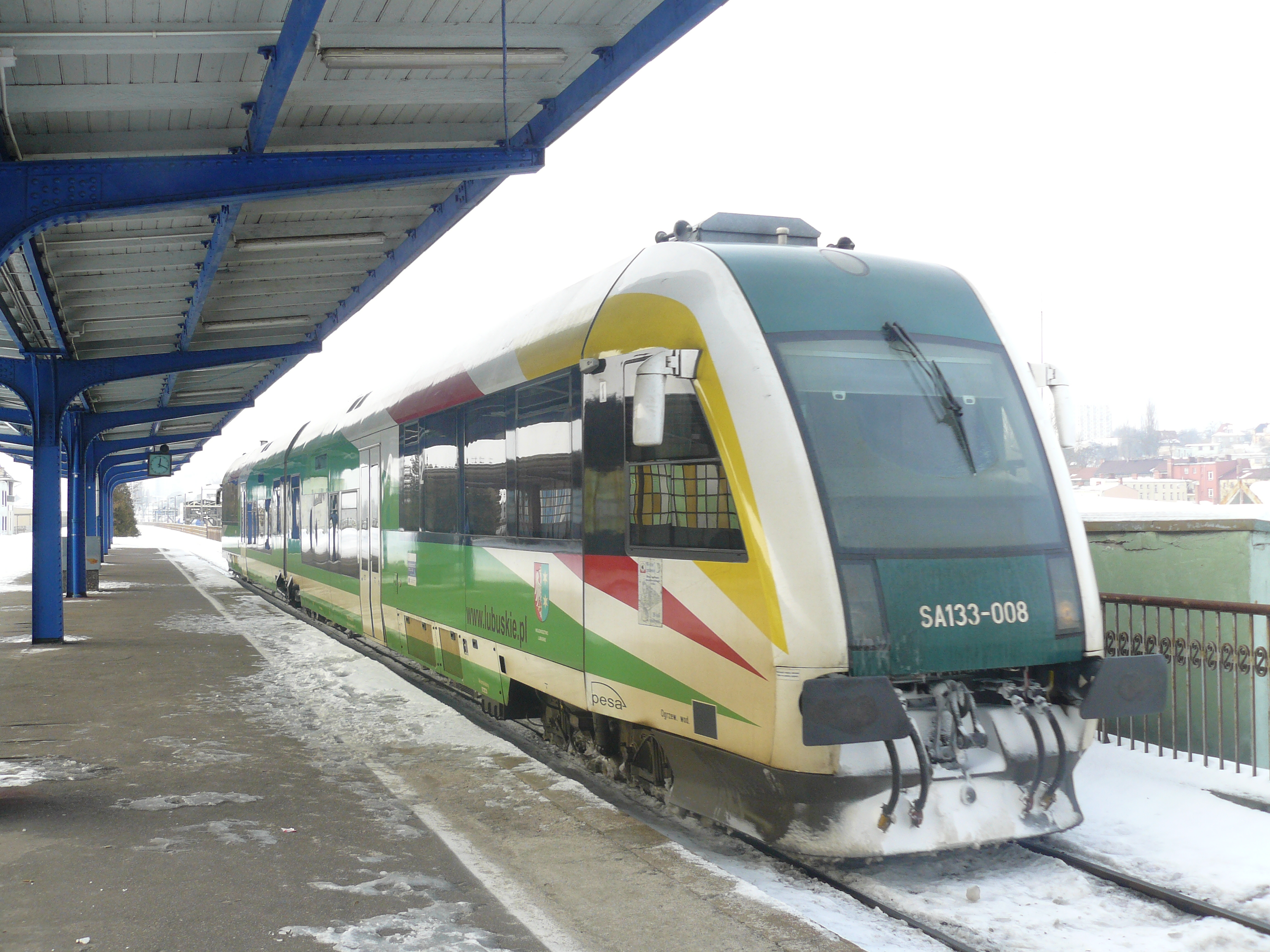
Szynobus SA133 przy peronie 1 (2010)
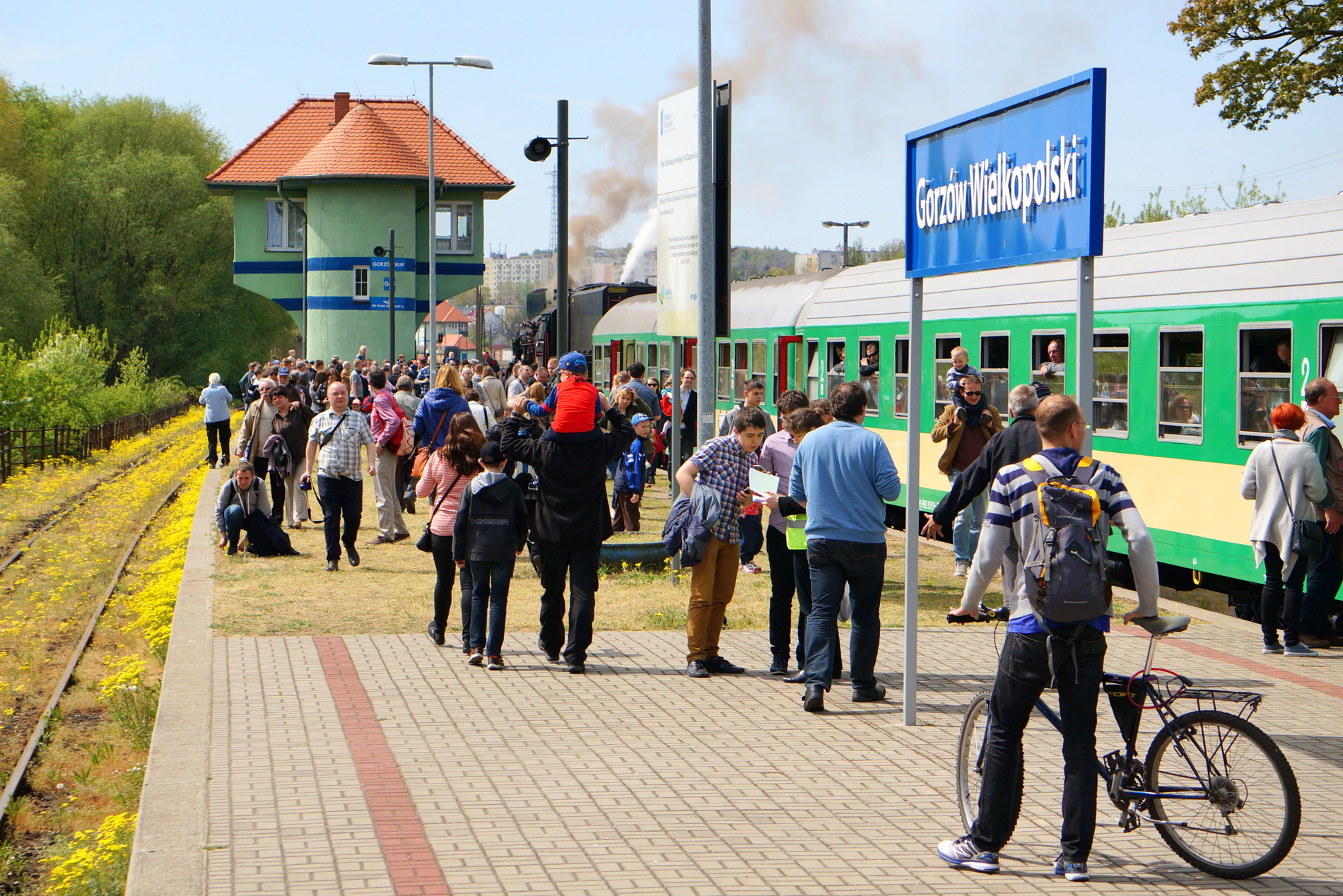
Widok peronu 4 (wraz z peronem 3 to tzw. "perony warciańskie")
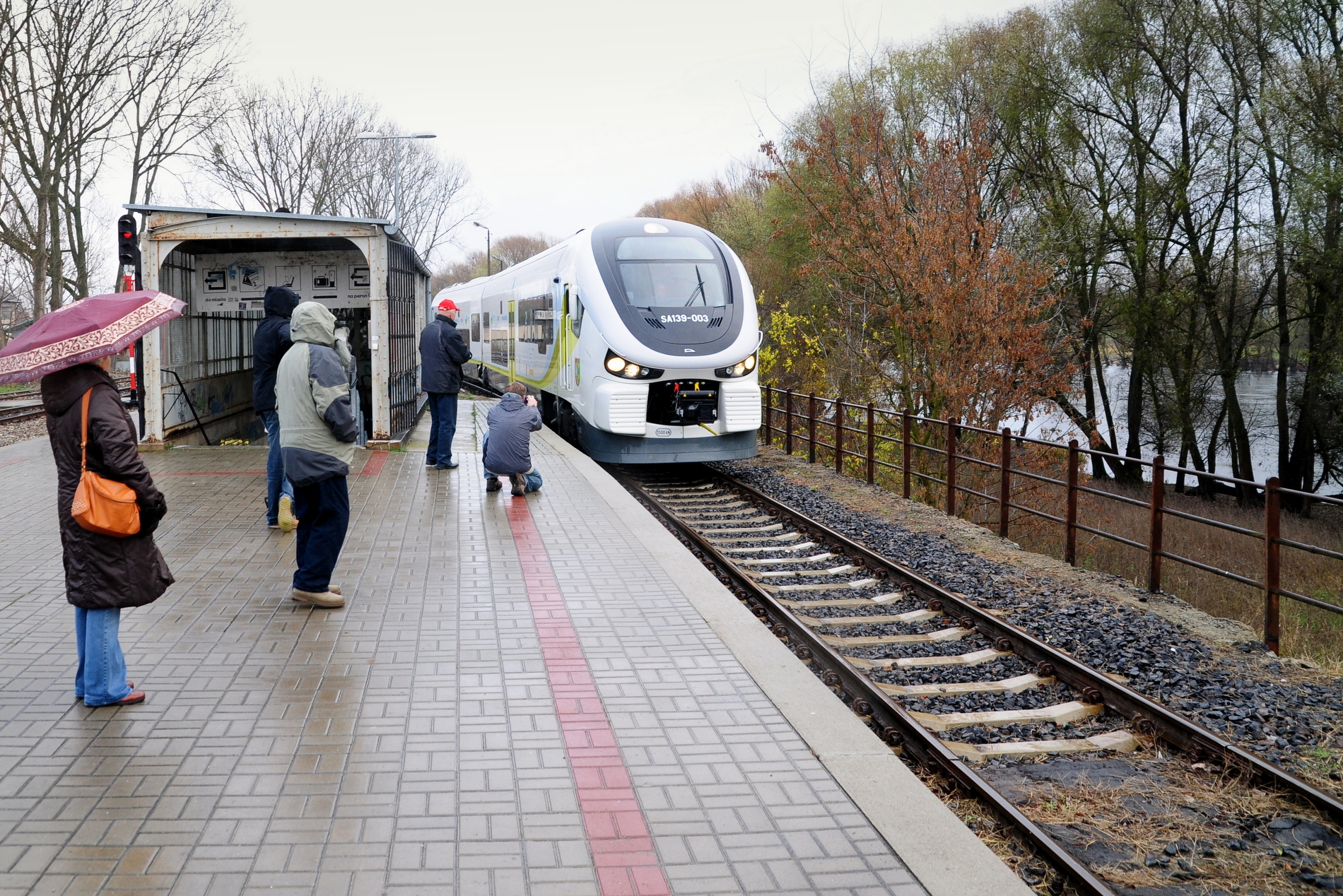
Wjazd na peron 4 pociągu z Zielonej Góry, przywracający połączenie z Gorzowem (24 listopada 2013)
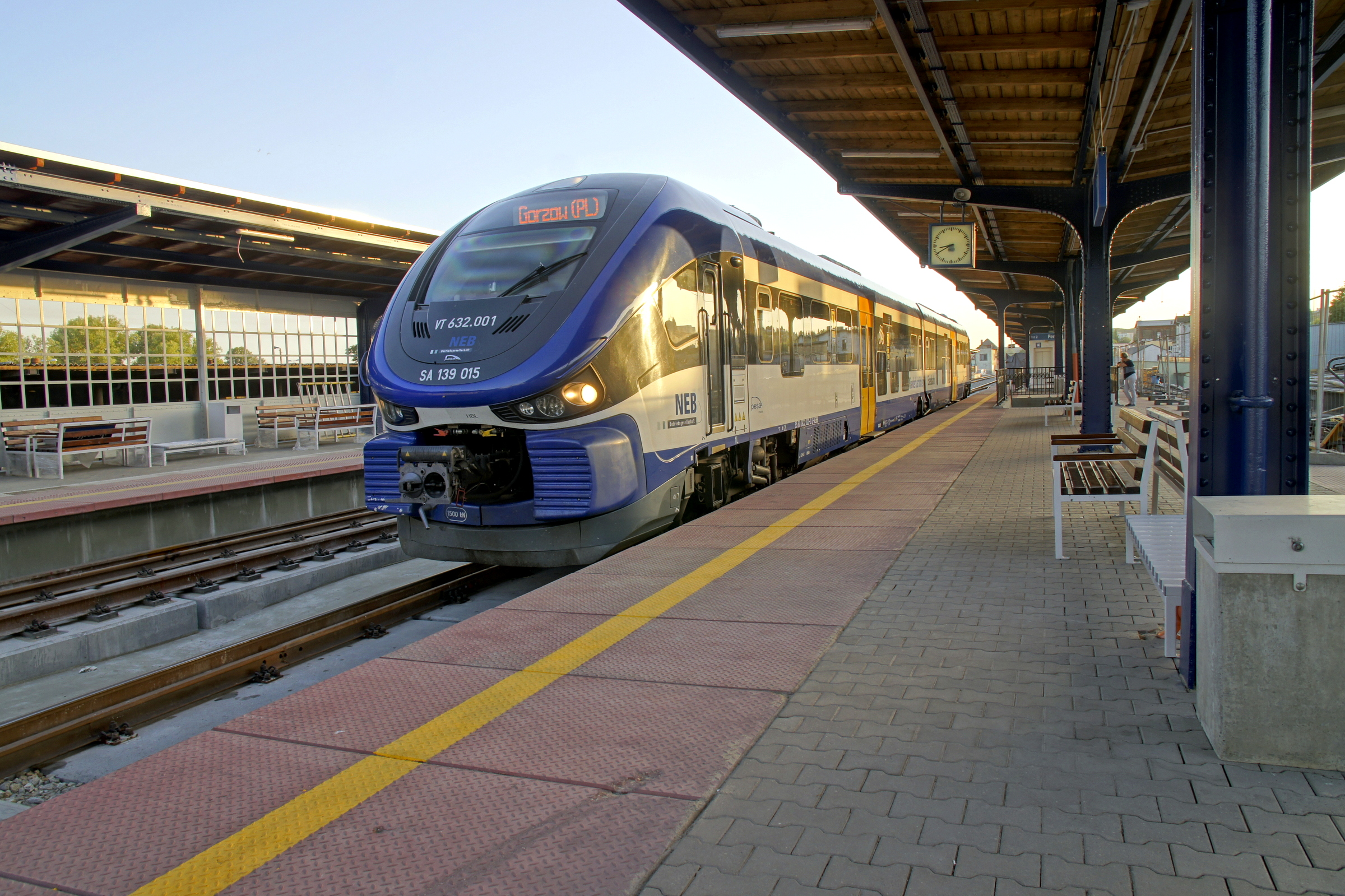
Pociąg z Berlina przewoźnika NEB na peronie 1 (2019)
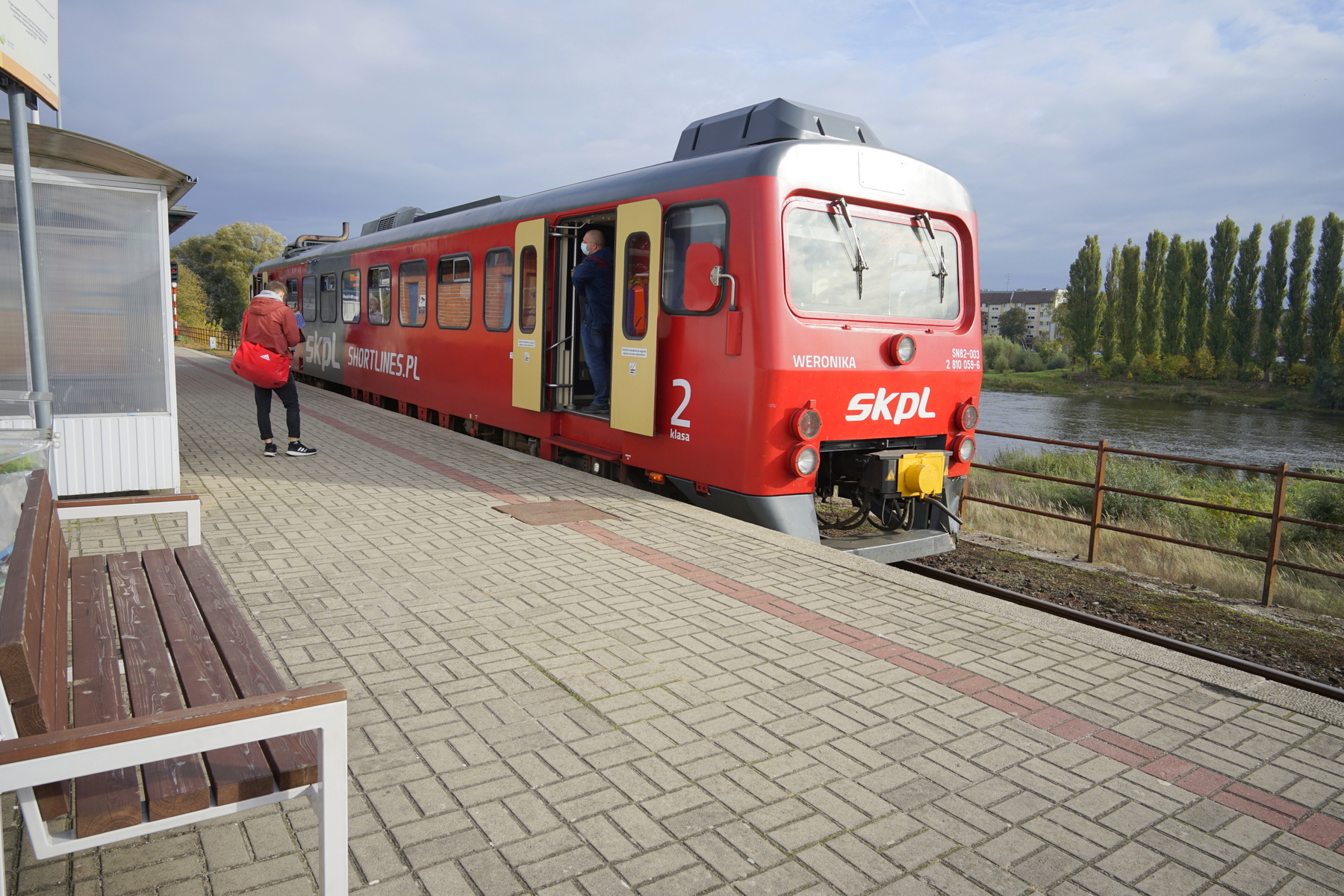
Wagon motorowy SN82 do Zbąszynka (2021)
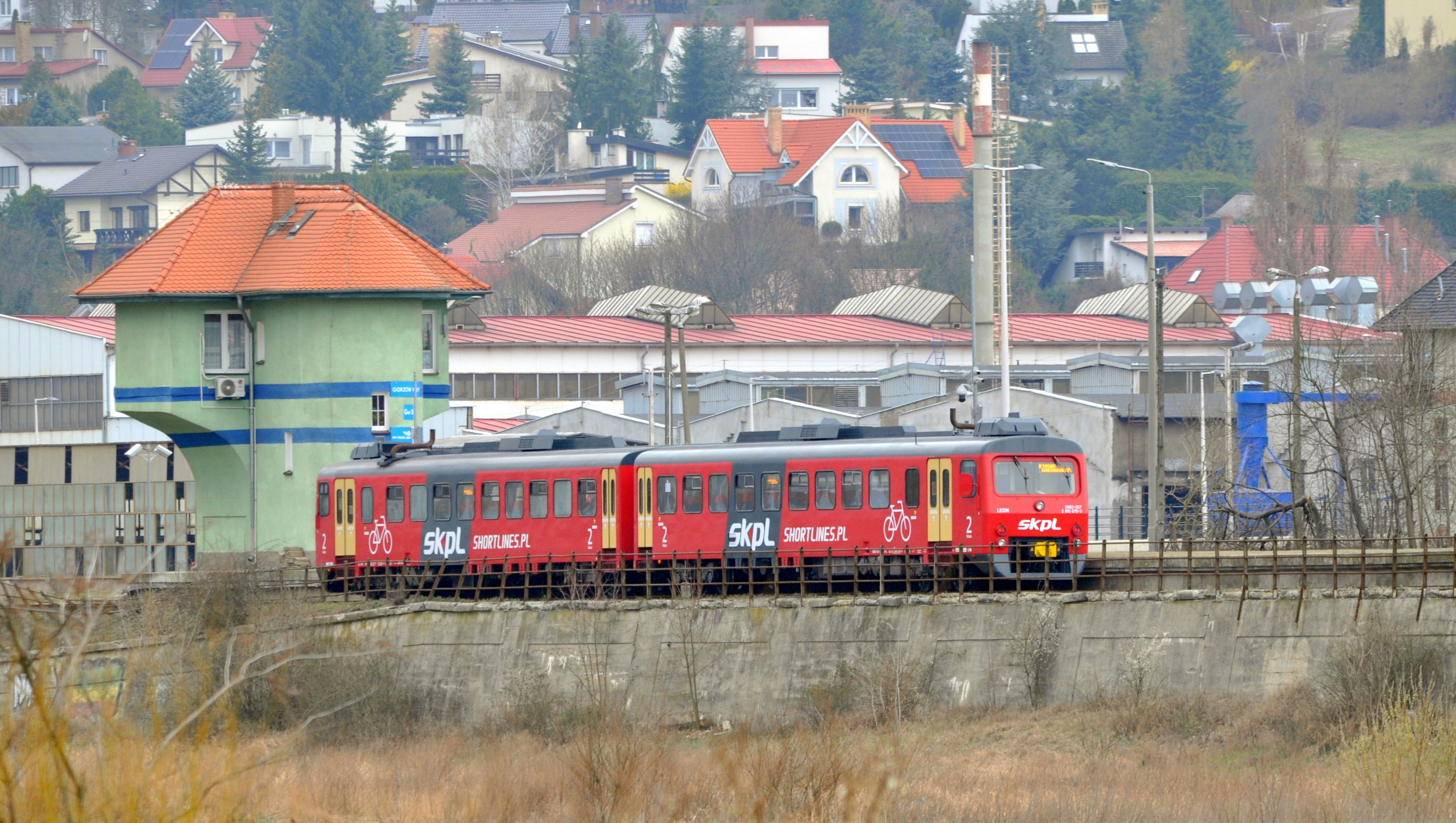
Wagon motorowy SN83 (widok z Zawarcia -2022)
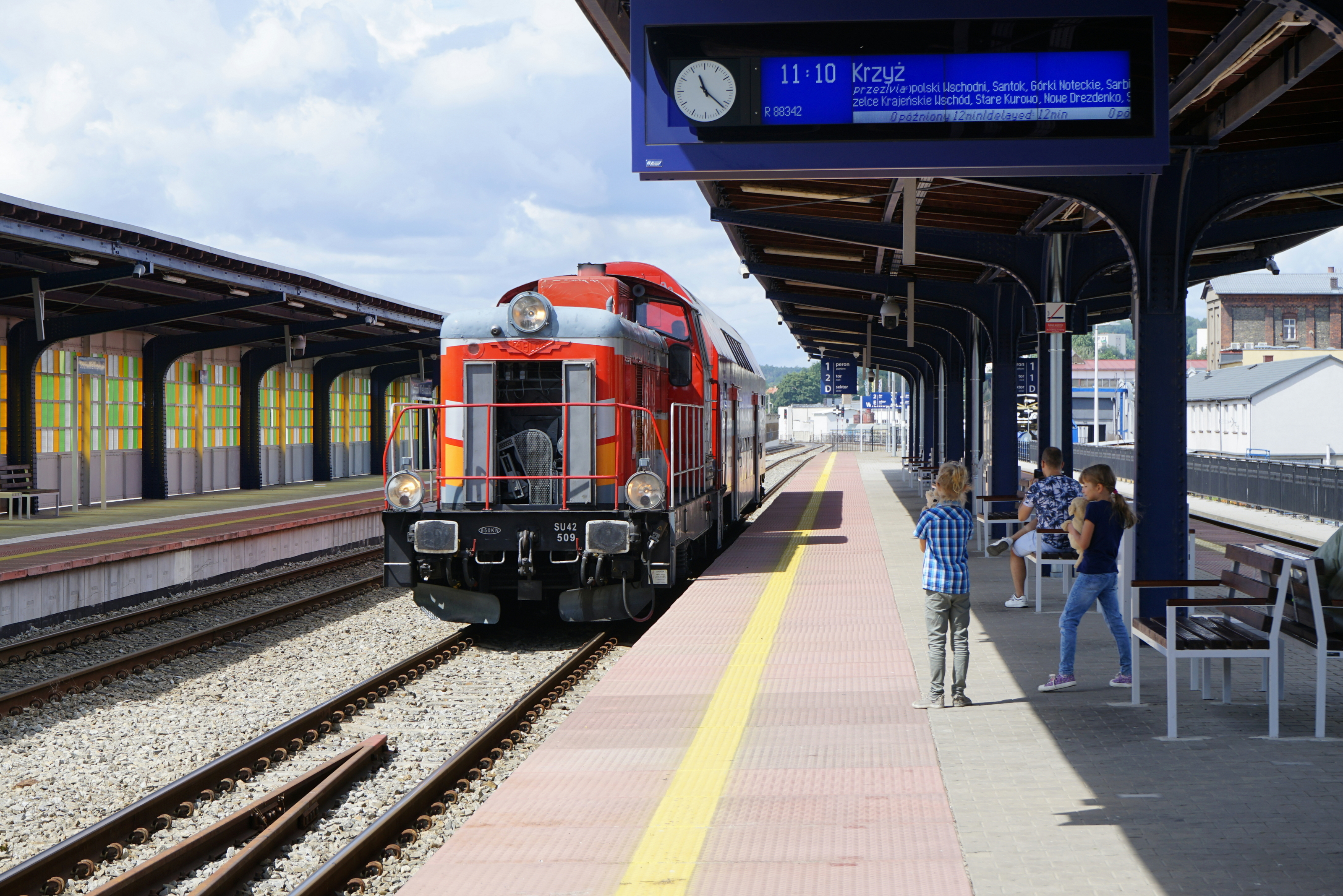
SU42 z wagonem piętrowym (lipiec 2023)